# 리노공업
리노공업(Leeno Industrial Inc.)은 대한민국의 전자부품 회사이다. 반도체 소켓 제조하며 퀄컴, TSMC, 삼성전자, 엔비디아 등을 고객사로 두고 있다 외국인 지분율은 36.04%이다

## 역사
- 1978년 설립
- 1996년 법인전환
- 2001년 상장

## 계획
TSV용 프로브 카드 개발, Tri-Temperature Test 프로브 개발, 100GHz 대응 소켓 개발 계획을 가지고 있다

## 참고문헌
1. ↑  이나영, 리노공업, '온디바이스 AI' 시장 개화 수혜 기대, 뉴스핌, 2024년1월 2일
2. ↑  SK증권 기업분석 리노공업 2023-08-01
3. ↑  임소정, 유진투자증권 기업분석 보고서 리노공업 2023년 11월 14일

## 같이 보기
- 온디바이스 AI